# Brasil Ano 2000
Pour plus de détails, voir Fiche technique et Distribution.
Brasil Ano 2000 est un film dramatique brésilien réalisé par Walter Lima Jr. sorti en 1969.

## Distribution
- Anecy Rocha : la fille
- Ênio Gonçalves : le reporter
- Hélio Fernando : le fils
- Iracema de Alencar : la mère
- Zbigniew Ziembinski : le général
- Manfredo Colassanti : l'homme du S.E.I.
- Arduíno Colassanti : le conducteur
- Rodolfo Arena : le prêtre
- Jackson De Souza : le politicien
- Aizita Nascimento : la femme
- Raul Cortez : l'homme qui proteste
- Afonso Stuart : le maire
- Alberto Prado : le juge

## Distinctions
Le film a été présenté à la Quinzaine des réalisateurs, en sélection parallèle du festival de Cannes 1969.